# Dominante secundária
Dominantes secundárias ou acordes secundários são uma espécie de acorde alterado ou emprestado (portanto, fora de escala) comumente utilizada para enriquecer-se uma harmonia. Em suma, são uma tríade ou um acorde de sétima no quinto grau de uma escala, que se resolve em algum grau além do primeiro (geralmente o quinto) que assume função análoga à tônica por um período curto demais (em geral, no máximo uma frase) para se estabelecer de fato uma modulação. Constituem a espécie de acorde alterado mais comum na música tonal.
As dominantes secundárias são uma peça fundamental na música popular e no jazz.